# Мишу, Эдуар
Эдуа́р Оска́р Мишу́ (фр. Édouard Oscar Michut; родился 4 марта 2003, Экс-ле-Бен, Франция) — французский футболист, полузащитник клуба «Фортуна» (Ситтард).

## Футбольная карьера
Эдуар — уроженец французской коммуны Экс-ле-Бен, что расположена в департаменте Савойя и регионе Рона-Альпы. Футболом начал заниматься в шесть лет в команде «Ле Шене 78». После пребывания в команде «Версаль», в 2016 году пополнил академию ведущего французского клуба «Пари Сен Жермен». В академии полузащитника именовали как «новый Верратти» за тактические навыки и хорошую технику. Сообщалось, что интерес к юному футболисту проявляют «Барселона», «Ювентус» и «Манчестер Сити».
23 июля 2020 года Эдуар заключил с клубом свой первый профессиональный контракт сроком до 2023 года. С сезона 2020/2021 начал привлекаться к тренировкам с основной командой парижан. 27 февраля 2021 года дебютировал в Лиге 1 в поединке против «Дижона», выйдя на замену на 89-й минуте вместо Данилу Перейры.
18 июня 2021 года продлил свой контракт с «Пари Сен-Жерменом» до 2025 года.
Также Эдуар принимал участие в поединках юношеских сборных Франции до 16 и до 17 лет.

## Семья
Младший брат Эдуара — Этьен — также является футболистом и ныне тренируется также в академии «Пари Сен-Жермена».

## Достижения
«Пари Сен-Жермен»
- Серебряный призёр чемпионата Франции — 2020/21